# Rouvroy, Belgien
Rouvroy är en kommun i Belgien.   Den ligger i provinsen Luxemburg och regionen Vallonien, i den sydöstra delen av landet, 170 km sydost om huvudstaden Bryssel. Antalet invånare är 2 086. Rouvroy gränsar till Virton, Meix-devant-Virton, Thonne-la-Long, Verneuil-Grand, Écouviez, Velosnes och Épiez-sur-Chiers. 
Omgivningarna runt Rouvroy är en mosaik av jordbruksmark och naturlig växtlighet. Runt Rouvroy är det ganska tätbefolkat, med 90 invånare per kvadratkilometer.